# Championnat de Finlande de futsal
Le championnat de Finlande de futsal ou Futsal-liiga est une compétition de futsal opposant les dix meilleurs clubs de Finlande. La compétition est  fondée en 1997. Le vainqueur participe à la Coupe de futsal de l'UEFA.

## Palmarès
| Saison    | Champion           | Vice-champion       | Troisième                            |
| --------- | ------------------ | ------------------- | ------------------------------------ |
| 1997      | Malmin Ponnistajat | FC Kampuksen Dynamo | Kings Soccer Club Lappajärven Veikot |
| 1998-1999 | FT Kemi-Tornio     | FC Kampuksen Dynamo | Malmin Ponnistajat                   |
| 1999-2000 | Willmanstrand IFK  | FT Kemi-Tornio      | FC Honka                             |
| 2000-2001 | FT Kemi-Tornio     | FC Gepardi          | Duck Park Rangers FC                 |
| 2001-2002 | FT Kemi-Tornio     | Ilves FS            | FC Honka                             |
| 2002-2003 | Golden Futsal Team | FT Kemi-Tornio      | Tervarit Oulu                        |
| 2003-2004 | Ilves FS           | FT Kemi-Tornio      | Tervarit Oulu                        |
| 2004-2005 | Ilves FS           | Ruutupaidat         | VALO                                 |
| 2005-2006 | Mad Max            | Ilves FS            | Turun Pallokerho                     |
| 2006-2007 | Ilves FS           | Golden Futsal Team  | Ruutupaidat                          |
| 2007-2008 | Golden Futsal Team | Porin Palloilijat   | Turun Pallokerho                     |
| 2008-2009 | Golden Futsal Team | Ilves FS            | Porin Palloilijat                    |
| 2009-2010 | Ilves FS           | Golden Futsal Team  | Turun Pallokerho                     |
| 2010-2011 | Ilves FS           | Kampuksen Dynamo    | Golden Futsal Team                   |
| 2011-2012 | Ilves FS           | Kampuksen Dynamo    | Tervarit Oulu                        |
| 2012-2013 | Ilves FS           | Golden Futsal Team  | Kampuksen Dynamo                     |
| 2013-2014 | Ilves FS           | Tervarit Oulu       | Sievi Futsal                         |
| 2014-2015 | Sievi Futsal       | Kampuksen Dynamo    | Ilves FS                             |